# Aconitum variegatum
Espèce
Classification phylogénétique
Aconitum variegatum, l'aconit panaché ou aconit paniculé, est une espèce de plantes herbacées vivaces du genre Aconitum et de la famille des Ranunculaceae.

## Caractéristiques
La fleur est très proche de l'aconit napel, mais la plante s'en différencie par la disposition des fleurs, en panicule.
- Organes reproducteurs
  - Couleur dominante des fleurs : bleu
  - Période de floraison : août-septembre
  - Inflorescence : racème de racèmes
  - Sexualité : hermaphrodite
  - Ordre de maturation : protandre
  - Pollinisation : entomogame
- Graine
  - Fruit : follicule
  - Dissémination : barochore
- Habitat et répartition
  - Habitat type : pelouses aérohalines submaritimes atlantiques, thermophiles, fermées des replats
  - Aire de répartition : Europe tempérée

données d'après : Julve, Ph., 1998 ff. - Baseflor. Index botanique, écologique et chorologique de la flore de France. Version : 23 avril 2004.

## Utilisation

### Toxicité
C'est une plante très vénéneuse contenant des alcaloïdes et glucosides dont principalement l'aconitine. Ses fleurs sont parmi les plus toxiques de la flore naturelle italienne. Les symptômes d'empoisonnement par cette plantes sont les nausées, vomissements, diarrhées, bradycardie, arythmie et finalement l'arrêt cardiaque et la mort.

## Liens externes

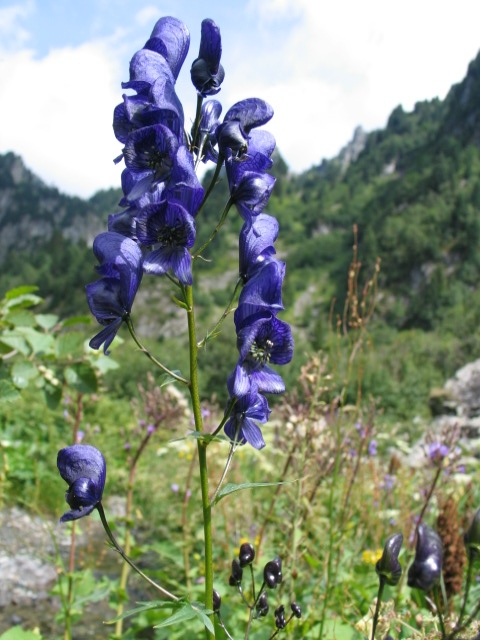